# Aristobia voetii
Aristobia voetii är en skalbaggsart som beskrevs av James Thomson 1878. Aristobia voetii ingår i släktet Aristobia och familjen långhorningar.
Artens utbredningsområde är Burma. Inga underarter finns listade.